# Mouvement en six points

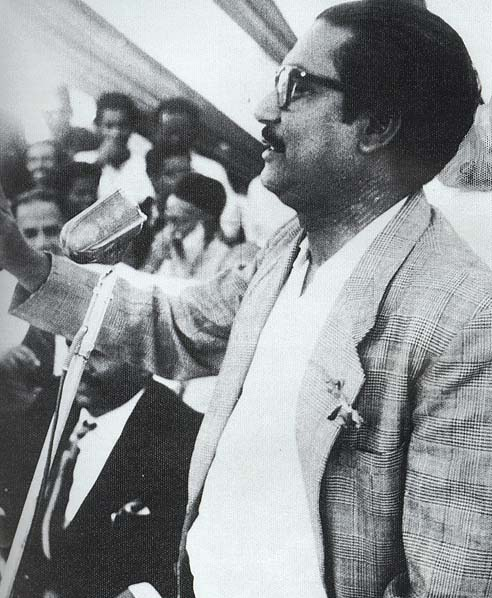
Le Sheikh Mujibur Rahman annonçant les revendications de la Ligue Awami en six points.

Le mouvement en six points était un mouvement du Pakistan oriental, dirigé par Sheikh Mujibur Rahman, qui demandait une plus grande autonomie pour le Pakistan oriental. L'objectif principal du mouvement était de réaliser les six revendications présentées par une coalition de partis politiques nationalistes bengalis en 1966, afin de mettre fin à l'exploitation perçue du Pakistan oriental par les dirigeants du Pakistan de l'Ouest. Il est considéré comme un jalon sur la voie de l'indépendance du Bangladesh.

## Contexte
Les chefs de l'opposition au Pakistan occidental ont demandé la tenue d'une conférence nationale le 6 février 1966 pour évaluer la tendance de la politique post-Taskent. Le 4 février, Sheikh Mujibur Rahman et quelques membres de la Ligue Awami sont arrivés à Lahore pour assister à la conférence. Le lendemain, le 5 février 1966, il a présenté les six points à la réunion du comité thématique et a demandé instamment que la question soit inscrite à l'ordre du jour de la conférence du lendemain. La proposition a été rejetée et Sheikh Mujibur Rahman a été identifié comme séparatiste. Le 21 février 1966, une proposition en six points a été soumise à la réunion du comité de travail de l'Awami League et la proposition a été acceptée à l'unanimité.
La raison pour proposer six points était de mettre fin à la règle maître-esclave au Pakistan. Après la partition de l'Inde, le nouvel État du Pakistan a vu le jour. Les habitants du Pakistan oriental (plus tard le Bangladesh) constituaient la majorité de sa population, et les exportations du Pakistan oriental (comme le jute) représentaient la majorité des revenus d'exportation du Pakistan. Toutefois, les Pakistanais de l'Est n'avaient pas le sentiment d'avoir une part proportionnelle du pouvoir politique et des avantages économiques au Pakistan.
Le Pakistan oriental est confronté à une situation critique après avoir fait l'objet d'une discrimination continue sur une base régionale, année après année. En conséquence, les économistes, l'intelligentsia et les politiciens du Pakistan oriental ont commencé à s'interroger sur cette discrimination, donnant naissance au mouvement historique en six points.

## Les six points
Les six points sont notés comme étant,, :
1. La Constitution devrait prévoir une fédération du Pakistan dans son vrai sens, fondée sur la résolution de Lahore et la forme parlementaire de gouvernement avec suprématie d'une assemblée législative élue directement sur la base du suffrage universel des adultes.
2. Le gouvernement fédéral ne devrait s'occuper que de deux sujets : la défense et les affaires étrangères ; ainsi tous les autres sujets résiduels devraient être du ressort des États fédérés.
3. Deux monnaies distinctes, mais librement convertibles pour deux ailes devraient être introduites ; ou si cela n'est pas possible, il devrait y avoir une seule monnaie pour tout le pays, mais des dispositions constitutionnelles efficaces devraient être introduites pour arrêter la fuite des capitaux du Pakistan oriental vers le Pakistan occidental. En outre, un fonds bancaire distinct devrait être créé et une politique budgétaire et monétaire distincte devrait être adoptée pour le Pakistan oriental.
4. Le pouvoir de taxation et de perception des recettes devrait être dévolu aux unités fédératrices et le centre fédéral n'aurait pas ce pouvoir. La fédération aurait droit à une part des impôts de l'État pour couvrir ses dépenses.
5. Il devrait y avoir deux comptes distincts pour les recettes en devises des deux escadres ; les besoins en devises du gouvernement fédéral devraient être satisfaits par les deux escadres dans des proportions égales ou fixes ; les produits autochtones devraient circuler en franchise de droits entre les deux escadres et la Constitution devrait habiliter les unités à établir des liens commerciaux avec des pays étrangers.
6. Le Pakistan oriental devrait avoir une force militaire ou paramilitaire distincte, et le quartier général de la Marine devrait être dans le Pakistan oriental.

## Réception
La proposition a été rejetée par les politiciens du Pakistan occidental et les politiciens non membres de la Ligue Awami du Pakistan oriental. Elle a été rejetée par le Président de la Ligue Awami Nawabzada Nasrullah Khan. Elle a également été rejetée par le Parti Awami national, la Jamaat-i-Islami et le Nizam-i-Islam (en). Le mouvement avait le soutien de la population du Pakistan oriental.